# Micrasema naevum
Micrasema naevum är en nattsländeart som först beskrevs av Hagen 1868.  Micrasema naevum ingår i släktet Micrasema och familjen bäcknattsländor. Inga underarter finns listade i Catalogue of Life.